# Torben Anton Svendsen
Torben Anton Svendsen (født 17. september 1904 i København, død 18. juni 1980 sammesteds) var en dansk film-, teater- og tv-instruktør. cellist og kgl. kapelmusikus. Han var søn af Anton Svendsen og gift med skuespilleren Karin Nellemose og sammen fik de datteren Annemette Svendsen.
I perioden 1966 til 1974 var han skuespilchef ved Det Kongelige Teater og fra 1971 til 1975 derudover operachef også ved Det Kongelige Teater. Han modtog Ingenio et arti 1974 og var Ridder af 1. grad af Dannebrogordenen.

## Filmografi
- Susanne (1950)
- Mød mig på Cassiopeia (1951)
- To minutter for sent (1952)
- Sønnen (1953)
- Det er så yndigt at følges ad (1954)
- På tro og love (1955)
- Jeg elsker dig (1957)